# Заполье (Костромская область)
Запо́лье — деревня в Чухломском районе Костромской области России. Входит в состав Судайского сельского поселения.

## География
Деревня расположена в северо-западной части Костромской области, в подзоне южной тайги, к западу от автодороги 34К-262, на расстоянии приблизительно 33 км (по прямой) к северо-востоку от Чухломы, административного центра района.

### Климат
Климат характеризуется как умеренно континентальный, с продолжительной холодной многоснежной зимой и коротким сравнительно тёплым летом. Среднегодовая температура воздуха — 2,1 °C. Средняя температура воздуха самого холодного месяца (января) — −11,6 °C (абсолютный минимум — −45 °C); самого тёплого месяца (июля) — 17,2 °C (абсолютный максимум — 36 °С). Безморозный период длится около 112—118 дней. Продолжительность периода активной вегетации растений (выше 10 °C) составляет примерно 110—115 дней. Годовое количество атмосферных осадков — 674 мм, из которых 456 мм выпадает в тёплый период. Снежный покров держится в течение 150—160 дней.

### Часовой пояс
Деревня Заполье, как и вся Костромская область, находится в часовой зоне МСК (московское время). Смещение применяемого времени относительно UTC составляет +3:00.

## Население
| 2008 | 2010 | 2014 |
| ---- | ---- | ---- |
| 0    | →0   | →0   |

### Национальный состав
Согласно результатам переписи 2002 года, в национальной структуре населения русские составляли 100 % из 2 чел.